# Хедла
Хедла (исландское произношение: [ˈhɛtl̥a]) — небольшой город на юге Исландии на берегах реки Итри-Раунгау. По состоянию на 2011 год, в нём проживали 781 жителей.
Хедла расположена в 94 км к востоку от Рейкьявика на Окружной дороге (Шоссе 1) между Сельфоссом и Хвольсвёдлюром. Рядом стоит деревня Сидри-Рёйдалайкюр.

## Общие сведения
Название города происходит от пещеры у реки. Говорят, что ирландские монахи жили здесь во времена первых поселений. В городе есть небольшие производственны предприятия, а также магазины. Как и в других регионах страны, туризм является важной составляющей местной экономики. Поблизости от города находится вулкан Гекла. Туристские маршруты к вулкану возможны из города. Также проводятся экскурсии в другие места, популярные среди туристов, такие как Ландманналёйгар или Тоурсмёрк.
Хедла возникла в 1927 году, когда Торстейнн Бьёрнссон построил магазин у моста Итри-Рангау (Ytri-Rangá) на земле Гаддстаафлатир (Gaddstaaflatir). В 1977 г. был воздвинут памятный знак основателю Хедлы в честь 50-летия с момента основания посёлка.